# Erkan Avcı
Erkan Avcı (* 17. Dezember 1982 in Diyarbakır) ist ein türkischer Schauspieler.

## Leben und Karriere
Avcı wurde am 17. Dezember 1982 in Diyarbakır geboren. Er studierte an der Bilkent-Universität. Danach setzte er sein Studium an der Universität Ankara fort. Sein Debüt gab er 2006 in der Fernsehserie Köprü. Danach spielte er in dem Film Zenne mit und bekam die Auszeichnung 48th International Antalya Golden Orange Film Festival als bester Nebendarsteller. Außerdem wurde er für die Serie Karadayı gecastet. Unter anderem war er in der Serie Çukur zu sehen. Von 2020 bis 2022 trat er in Kuruluş Osman auf.

## Filmografie
Filme
- 2011: Can
- 2011: Gişe Memuru
- 2011: Zenne
- 2012: Uzun Hikâye
- 2018: Müslüm

Serien
- 2006: Köprü
- 2007: Ayrılık
- 2007: Tal der Wölfe – Hinterhalt
- 2009: Acemi Müezzin
- 2009–2012: Sakarya Fırat
- 2012–2015: Karadayı
- 2016–2017: Cesur ve Güzel
- 2018: Payitaht Abdülhamid
- 2018–2019: Çukur
- 2019–2020: Şampiyon
- 2020–2022: Kuruluş Osman
- 2022–2023: Hayatımın Şansı